# Lemayo
Lemayo (llamada oficialmente Santa Mariña de Lemaio) es una parroquia del municipio de Laracha, en la provincia de La Coruña, Galicia, España.

## Entidades de población
Entidades de población que forman parte de la parroquia:
- As Casas do Francés
- O Cruceiro Vello
- Entrerríos
- A Estrada
- Fontaíña:
  - A Fontaíña de Abaixo
  - A Fontaíña de Arriba
  - A Fontaíña do Medio
- A Fraga
- O Igrexario (O Grixario)
- Pedrarrubia
- A Pedreira
- O Pereiro
- Pousadas
- Proame
- Quenxe
- O Ramo
- Tuíxe:
  - Tuíxe de Abaixo
  - Tuíxe de Arriba

## Demografía
| Gráfica de evolución demográfica de Lemayo entre 2000 y 2018 |
|                                                              |
| Población de derecho según el padrón municipal del INE       |